# Ernst Heinkel Flugzeugwerke
La Ernst Heinkel Flugzeugwerke A.G., o più semplicemente Heinkel Flugzeugwerke, era un'azienda aeronautica e casa motociclistica tedesca fondata dal progettista e costruttore Ernst Heinkel a cui deve il nome. Famosa soprattutto per i bombardieri in dotazione alla Luftwaffe durante la seconda guerra mondiale, l'azienda spaziò anche nella produzione di velivoli ad uso civile contribuendo sensibilmente alla ricerca ed allo sviluppo aeronautico nella Germania nel periodo tra i due conflitti mondiali.
Nella sua attività la Heinkel depositò 1 352 brevetti nel campo dell'aviazione e 587 in quello motoristico.

## Storia

### Tra le due guerre mondiali
Nel 1922, a seguito della maggiore libertà nelle restrizioni imposte alla Germania dal trattato di Versailles, Heinkel ritenne di poter sfruttare il momento favorevole fondando il primo dicembre dello stesso anno, a Warnemünde, l'azienda che avrebbe portato il suo nome.
Nel 1932 è già il più importante complesso industriale di tutta la regione del Meclemburgo con un incremento costante dei dipendenti passati dai 1 000 del 1932 ai circa 9 000 a giugno 1939 fino ad arrivare ai 16 000 a fine 1944.

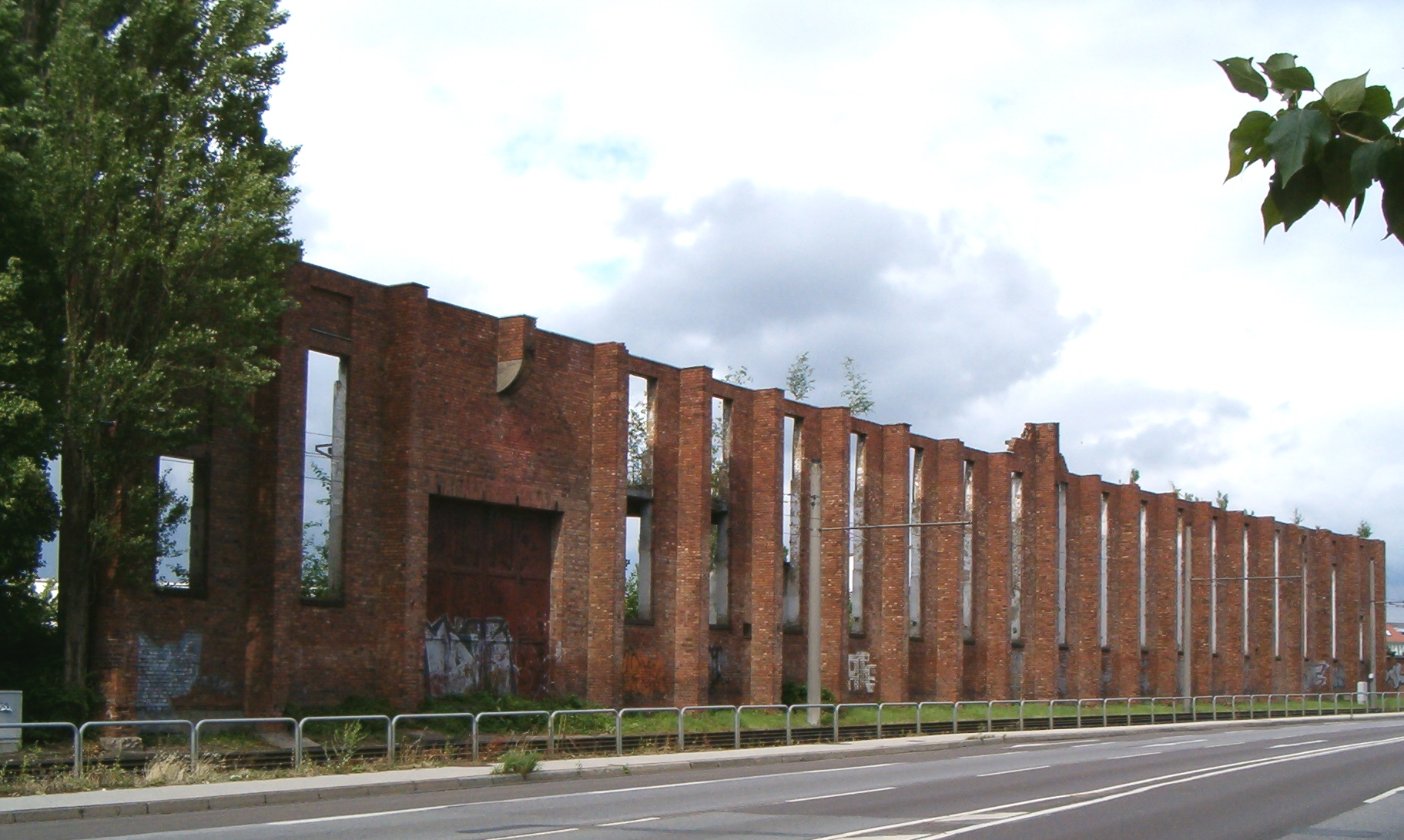
Rovine del quartier generale della Heinkel a Rostock-Marienehe

Il nuovo impianto a Rostock-Marienehe godeva dei più avanzati concetti di razionalizzazione aziendale, fino ad allora praticamente sconosciuti. Erano presenti una cittadella abitativa con alloggi convenzionati per i dipendenti, un'efficiente ed apprezzata mensa aziendale, un programma di prevenzione sanitaria ed una casa di cura che faceva uso dei trattamenti di idroterapia basati sugli studi di Sebastian Kneipp. Inoltre esisteva una scuola professionale, impianti sportivi ed attività per il sostegno socio culturale delle famiglie. Nel 1945 i lavoratori impiegati, compresi quelli condannati ai lavori forzati ed o prigionieri di guerra arrivano alla cifra di circa 17 000 lavoratori.
Il primo successo commerciale, giunto nel 1932, si deve all'Heinkel He 70 Blitz , un monomotore progettato per il trasporto passeggeri ed utilizzato anche come aereo postale nella compagnia aerea nazionale Deutsche Luft Hansa (DLH). Il progetto si deve ai fratelli Siegfried e Walter Günter che, una volta assunti come progettisti, portarono la loro esperienza dotando il Blitz  di una particolare ala a pianta ellittica che gli consentì di conseguire una serie di record di velocità per la sua classe. I primati conseguiti aumentarono il prestigio dell'azienda a livello mondiale.
Oltre ai fratelli Günter, la Heinkel si avvalse della collaborazione di un altro importante progettista tedesco, Heinrich Hertel, che collaborò allo sviluppo degli Heinkel He 100 ed He 111 prima di ritornare alla Junkers GmbH, azienda da cui proveniva, in qualità di dirigente.

### Seconda guerra mondiale
L'Heinkel è l'azienda che è più strettamente associata ai velivoli in forza alla Luftwaffe durante lo svolgimento della seconda guerra mondiale, questo dovuto alla conversione del He 70 prima e del suo sviluppo, il bimotore Heinkel He 111, poi da versioni civili a bombardieri divenendo quest'ultimo uno degli aerei simbolo della battaglia d'Inghilterra e di tutto il secondo conflitto mondiale. Successivamente l'azienda tedesca produsse un altro bombardiere che, a prescindere dal limitato numero di esemplari prodotti, contribuì a segnare un nuovo passo nei velivoli operanti in quel ruolo, l'Heinkel He 177 Greif. Primo nel suo genere, il Greif venne equipaggiato con sofisticati dispositivi per la navigazione notturna, gli Z-Gerat, Y-Gerat, e Knickebein sviluppati da Johannes Plendl, diventati al giorno d'oggi comuni in tutti i velivoli commerciali.
Al contrario l'Heinkel non ebbe lo stesso successo anche con gli aerei da caccia. Negli anni trenta nel concorso indetto dal Reichsluftfahrtministerium (RLM) sulla fornitura di un nuovo caccia di impostazione moderna, il loro Heinkel He 112 dovette scontrarsi con il Messerschmitt Bf 109 e benché fosse un velivolo ben all'altezza delle specifiche richieste gli venne preferito l'ottimo Bf 109, altro aereo divenuto simbolo della Luftwaffe. Proposero allora uno sviluppo di un nuovo modello, l'He 100, che non riuscì ad aver miglior fortuna a causa più di interferenze politiche all'interno dell'RLM che per effettive scarse qualità tecniche. Bisognerà aspettare qualche anno per poter ottenere un modello che riuscì ad assicurarsi il successo, il caccia notturno He 219, un velivolo tecnologicamente avanzato e, una volta messo a punto, efficientissimo nello svolgere il suo ruolo. Per le difficoltà tecniche riscontrate nel suo sviluppo, anche a causa dei problemi economici in cui versava la Germania nella seconda parte del conflitto mondiale, non venne realizzato in grandi quantità.

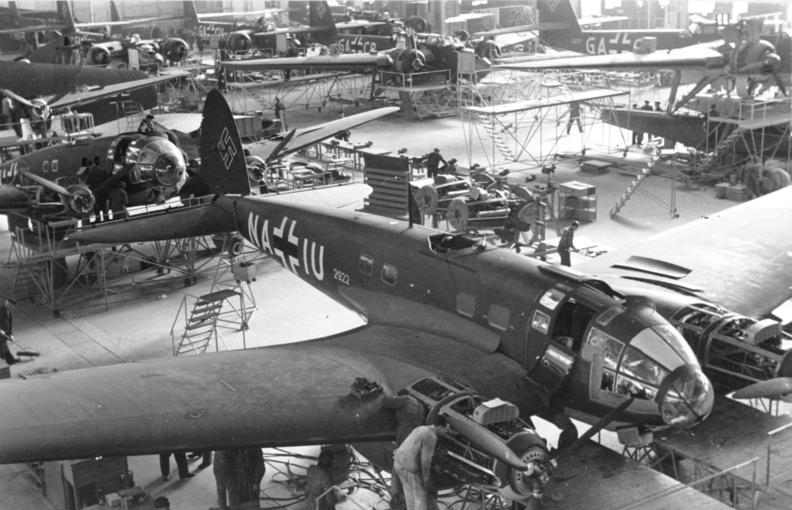
Produzione dell'Heinkel He 111 nel 1939

Dal 1941 fino alla fine del conflitto l'azienda si fuse con la Hirth specializzata nella produzione di motori aeronautici cambiando la ragione sociale in Heinkel-Hirth ed acquisendo così la capacità industriale di realizzare i motori per i suoi velivoli direttamente nei propri stabilimenti,
Heinkel ha inoltre il merito di aver contribuito allo sviluppo dei nuovi motori a getto ed a razzo.
Nel 1939, gli He 176 ed He 178 divennero rispettivamente il primo velivolo ad utilizzare combustibile per missili ed il primo ad utilizzare un motore turbogetto, dando fiducia per quest'ultimo alle intuizioni di Hans von Ohain. Successivamente fu ancora un Heinkel, l'He 280, che, pur rimanendo allo stadio di prototipo di aereo da caccia, resta negli annali storici come il primo velivolo specificatamente da combattimento con propulsione a getto. Anche a quest'ultimo promettente modello fu preferito il Messerschmitt Me 262, rinnovando la propensione dell'RLM ad assegnare ad altri lo sviluppo dei progetti da caccia diurni. Solo quando oramai la guerra volgeva negativamente alla Germania nazista, spinti dall'affannosa ricerca di contrastare disperatamente le forze aeree alleate che continuavano a bombardare il suolo tedesco, venne portato in volo l'Heinkel He 162, un compatto caccia che univa la possibilità di utilizzate i nuovi motori a getto con la semplicità costruttiva necessaria a realizzarlo in tempi brevi. Pur concepito per utilizzare il più possibile materiali non strategici e sopperire così alla cronica mancanza di metalli dovuti alle incursioni alleate, l'He 162 riuscì ad entrare in servizio solo qualche mese prima della definitiva resa della Germania.

### Il dopoguerra

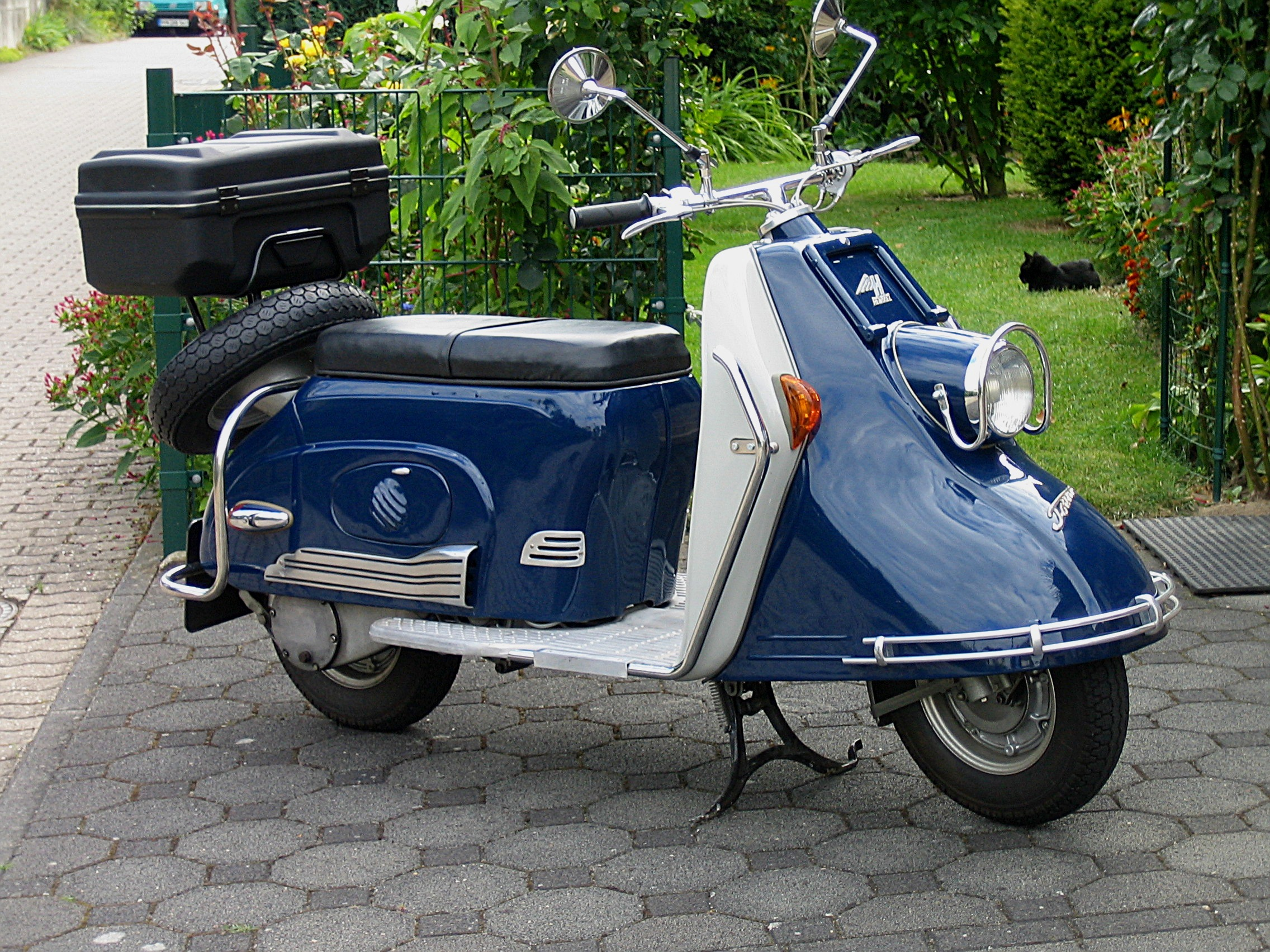
Heinkel Tourist 175 del 1956

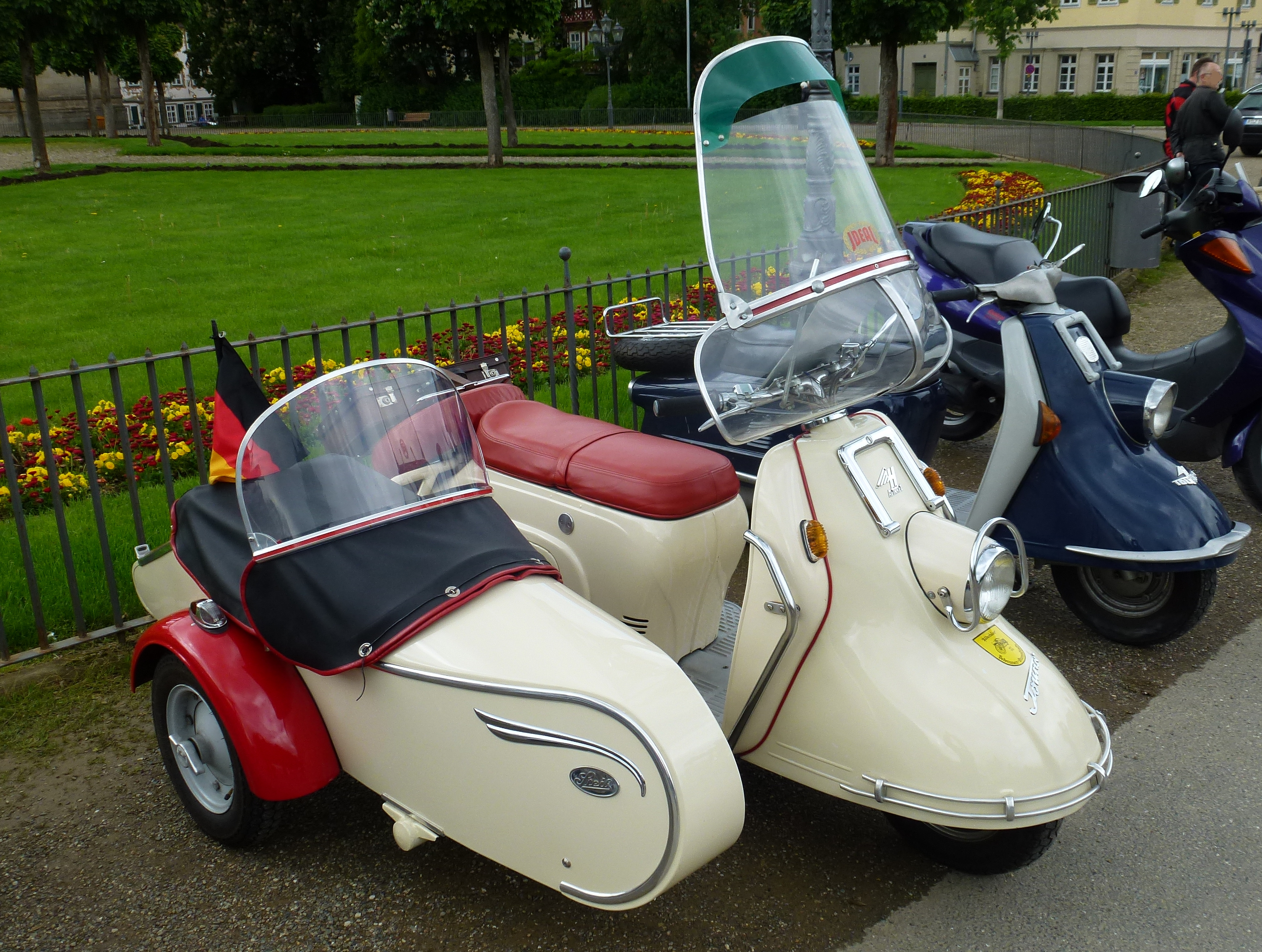
Heinkel Tourist con sidecar

Come conseguenza della sconfitta, alle aziende aeronautiche tedesche venne imposto di riconvertire le linee produttive per cui l'Heinkel prese accordi per la realizzazione su licenza di motori di piccola cilindrata come il 3 cilindri a due tempi per la svedese SAAB ed il 2 cilindri a 2 tempi raffreddato ad acqua che equipaggeranno alcuni scooter Maico.

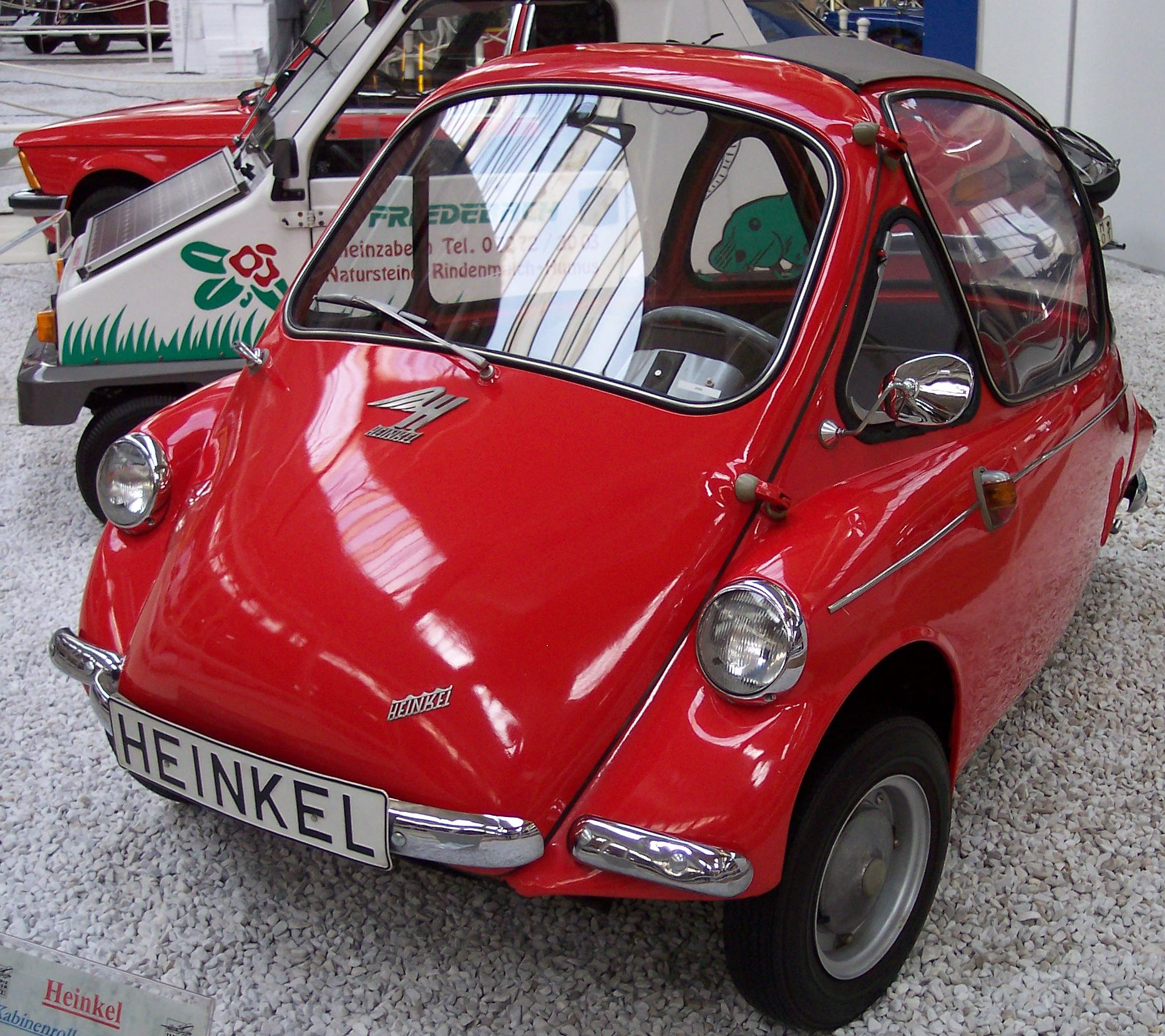
Heinkel Kabine

Iniziò anche la produzione di biciclette, ciclomotori, scooter, e di una microvettura, la Heinkel Kabine, ispirata alla BMW Isetta. Nel 1953 presentò sul mercato il "Tourist", uno scooter dotato di motori a quattro tempi da 150 e 175 cm³, che fu costruito fino al 1965, registrando un discreto successo di vendite sul mercato nazionale.
La produzione aeronautica riprese nella metà degli anni cinquanta con la produzione su licenza dei caccia statunitensi Lockheed F-104 Starfighter da destinare alla risorta Luftwaffe della Germania Ovest.

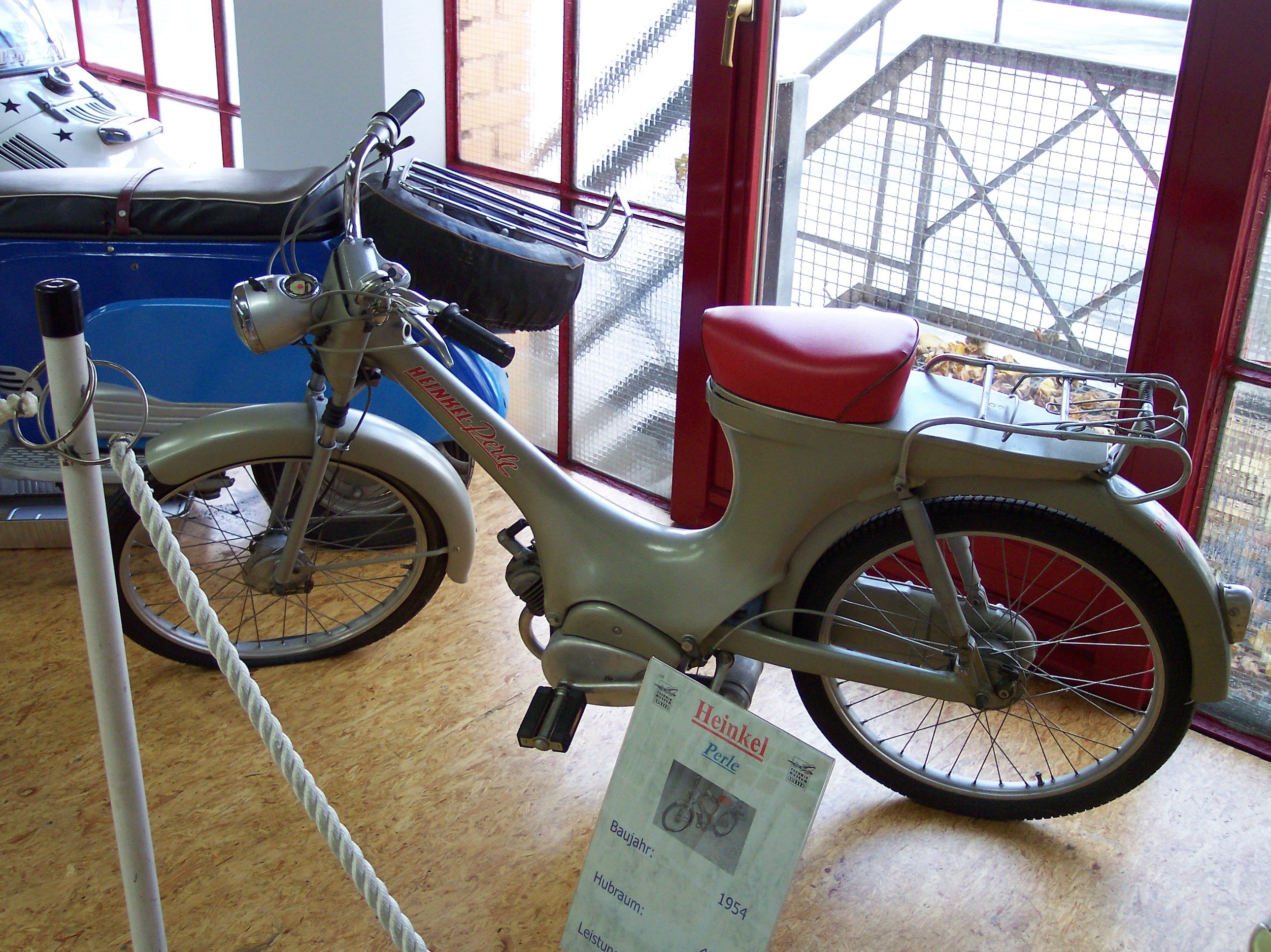
Heinkel Perle

L'identità storica dell'azienda termina nel 1965, quando venne assorbita dalla Vereinigte Flugtechnische Werke (VFW), successivamente confluita nella Messerschmitt-Bölkow-Blohm GmbH (MBB) nel 1980.

## Produzione

### Aerei

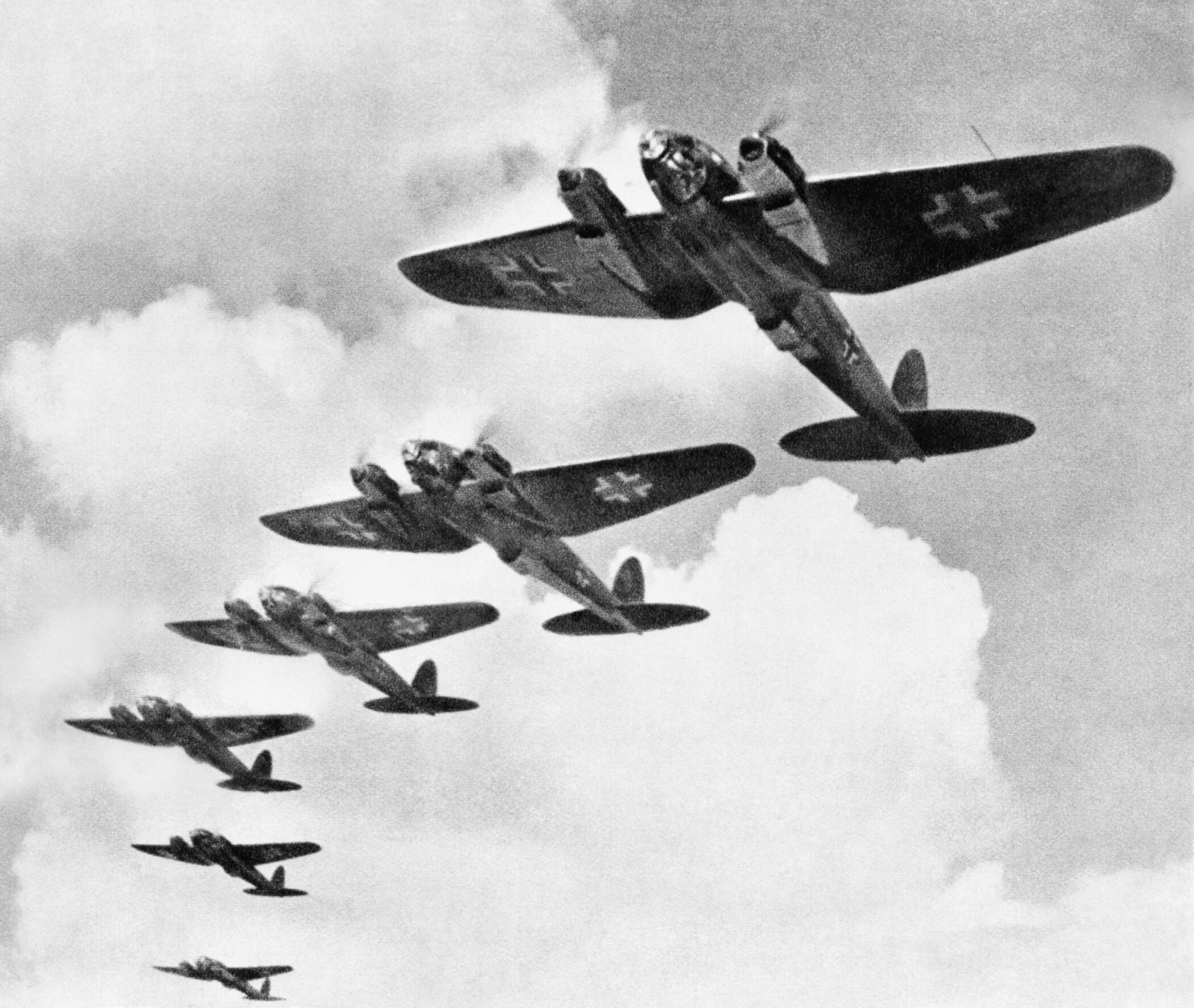
Formazione di He 111 H durante la Battaglia d'Inghilterra

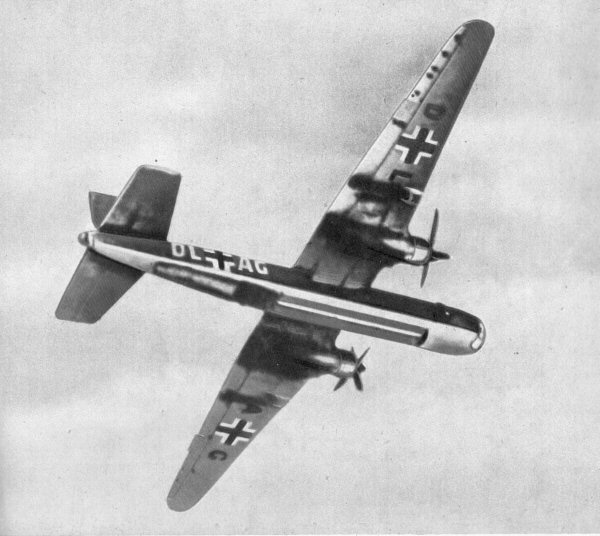
Un Heinkel He 177 Greif in volo

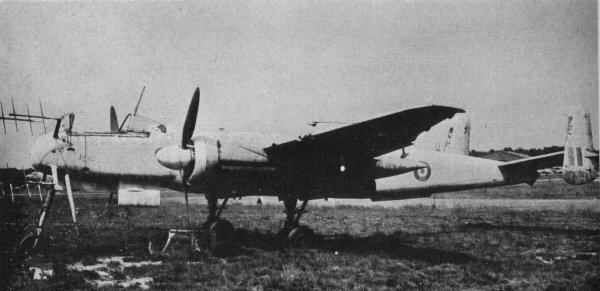
Un Heinkel He 219 dotato di insolite coccarde RAF catturato ed usato per prove comparative

- Heinkel HD 24, idrovolante da addestramento (1926)
- Heinkel HE 1, idrovolante a scarponi ad ala bassa
- Heinkel HE 2, sviluppo del He 1
- Heinkel HE 4, ricognitore (monoplano)
- Heinkel HE 5, ricognitore (monoplano)
- Heinkel HE 8, ricognitore (monoplano)
- Heinkel He 37, caccia (biplano)
- Heinkel He 38, caccia (biplano)
- Heinkel He 42, idrovolante da addestramento
- Heinkel He 43, caccia (biplano)
- Heinkel He 45, bombardiere ed addestratore
- Heinkel He 46, ricognitore
- Heinkel He 49, caccia (biplano)
- Heinkel He 50, ricognitore e bombardiere in picchiata (biplano)
- Heinkel He 51, caccia ed assaltatore (biplano)
- Heinkel He 59, idroricognitore (biplano)
- Heinkel He 60, idroricognitore imbarcato (biplano)
- Heinkel He 70 Blitz (Fulmine), monomotore passeggeri e postale, 1932
- Heinkel He 72 Kadett (Cadetto), addestratore
- Heinkel He 74, caccia ed addestratore avanzato (prototipo)
- Heinkel He 100, caccia
- Heinkel He 111, bombardiere
- Heinkel He 112, caccia
- Heinkel He 113, (denominazione alternativa dell'He 100)
- Heinkel He 114, idroricognitore
- Heinkel He 115, idrovolante multiruolo
- Heinkel He 116, aereo da trasporto e ricognitore
- Heinkel He 119 bombardiere monorotore ad alte prestazioni (prototipo), ricognitore, 1937
- Heinkel He 120 idrovolante di linea quadrimotore a lungo raggio (progetto), 1938
- Heinkel He 162 Volksjäger (in lingua tedesca Caccia del popolo), caccia (a getto)
- Heinkel He 172, addestratore (prototipo)
- Heinkel He 176, velivolo sperimentale con propulsione a razzo (prototipo)
- Heinkel He 177 Greif (Grifone), long-range bombardiere
- Heinkel He 178, primo aereo al mondo ad utilizzare un motore a getto
- Heinkel He 219 Uhu (Gufo), caccia notturno
- Heinkel He 274, bombardiere d'alta quota, (sviluppo del He 177)
- Heinkel He 277, bombardiere, (sviluppo del He 177 dotato di 4 motori singoli)
- Heinkel He 280, caccia (a getto)
- Heinkel He 343, bombardiere quadrimotore (a getto) (progetto), 1944
- Heinkel He 519, bombardiere (derivato dal He 119) (solo a livello progettuale), 1944
- Heinkel He P.1078A, caccia (a getto) (progetto)
- Heinkel He P.1078B, caccia privo di impennaggi di coda (a getto) (progetto)
- Heinkel He P.1078C, caccia privo di impennaggi di coda (a getto) (progetto), 1944
- Heinkel He P.1079A, caccia notturno bimotore (a getto) (progetto)
- Heinkel He P.1079B/I, caccia pesante ognitempo (ala volante) (a getto)
- Heinkel He P.1079B/II, caccia pesante ognitempo (ala volante) (a getto), 1945